# Hargaon
Hargaon è una suddivisione dell'India, classificata come nagar panchayat, di 17.972 abitanti, situata nel distretto di Sitapur, nello stato federato dell'Uttar Pradesh.